# بنجامين بي. كورنيليوس
بنجامين بي. كورنيليوس هو سياسي أمريكي، ولد في 9 نوفمبر 1850 في هيلسبورو في الولايات المتحدة، وتوفي في 24 ديسمبر 1930. نشط حزبياً في الحزب الجمهوري. وقد انتخب عضو مجلس نواب أوريغون ‏.